# Calyptocephala
Calyptocephala is een geslacht van kevers uit de familie bladkevers (Chrysomelidae).
De wetenschappelijke naam van het geslacht werd in 1837 gepubliceerd door Auguste Chevrolat.

## Soorten
- Calyptocephala antennata Spaeth, 1919
- Calyptocephala brevicornis (Boheman, 1850)
- Calyptocephala discoidea Champion, 1894
- Calyptocephala gerstaeckeri Boheman, 1850
- Calyptocephala lutea Boheman, 1850
- Calyptocephala marginipennis Boheman, 1850
- Calyptocephala miniatipennis Boheman, 1856
- Calyptocephala nigricornis (Germar, 1824)
- Calyptocephala nigricornis (Germar, 1824)
- Calyptocephala paralutea Buzzi & Miyazaki, 1992
- Calyptocephala procerula Bohemna, 1850
- Calyptocephala punctata (Boheman, 1850)
- Calyptocephala ruficornis (Spaeth, 1937)